# Eudorylas fuscitarsis
Eudorylas fuscitarsis är en tvåvingeart som först beskrevs av Adams 1903.  Eudorylas fuscitarsis ingår i släktet Eudorylas och familjen ögonflugor. Inga underarter finns listade i Catalogue of Life.